# جائزة قطر الكبرى للدراجات النارية 2009
جائزة قطر الكبرى للدراجات النارية 2009 هو سباق دراجات نارية أقيم في حلبة لوسيل الدولية في أبريل 2009. كان الجولة الأولى من أصل 17 في سباق الجائزة الكبرى للدراجات النارية موسم 2009. فاز الأسترالي كيسي ستونر بفئة الموتو جي بي وجاء الإيطالي فالنتينو روسي ثانيا والإسباني خورخي لورنزو ثالثا.

## وصلات خارجية
- الموقع الرسمي